# Theobald von Bethmann-Hollweg
Theobald Theodor Friedrich Alfred von Bethmann Hollweg (Hohenfinow, 29 de novembro de 1856 — Hohenfinow, 1 de janeiro de 1921) foi um político alemão. Ocupou o cargo de Reichskanzler (Chanceler do Império Alemão) de 7 de julho de 1909 até 13 de julho de 1917.
Bethmann Hollweg veio de uma família da aristocracia prussiana e, como tantos outros jovens de sua classe, formou-se em Direito nas universidades de Estrasburgo e Leipzig e fez carreira no imenso serviço público prussiano (que costumava ser confundido com o do Império Alemão) de 1882
Entrou na política, propriamente dita, em 1899, quando foi nomeado presidente da província prussiana de Brandemburgo. Serviu como Ministro do Interior da Prússia de 1905 a 1907 e, mais tarde, como Ministro do Interior do Império a partir de 1907. Em 1909, o Imperador Guilherme II nomeou-o Chanceler do Império para substituir Bernhard von Bülow.

## Chanceler
Desde o início, Bethmann Hollweg tentou realizar uma política de distensão com a Grã-Bretanha, tentando impedir a corrida armamentista entre os dois países, alertando para o déficit crescente que isso gerou para o Império Alemão. Chanceler falhou a este respeito, em grande parte devido à oposição de militar sênior e especialmente os líderes da Kaiserliche Marine como líderes Almirante Alfred von Tirpitz, ansiosos para competir com o poderio da Marinha Real (o que significava rival diretamente com um pilar essencial do império britânico) e ele próprio tinha convencido imperador Guilherme II sobre a utilidade de manter a "competição naval", embora o império colonial alemão foi muito menor do que os britânicos.
No entanto, Bethmann-Hollweg manteve uma firme política de aliança com a Áustria-Hungria e frieza constante em relação à Rússia, seguindo os desejos do Kaiser. Na política interna, tentou levar a cabo uma política de "diagonal", tentando ficar em cima do muro entre as várias políticas, em seguida, facções, algo que também falhou, ganhando reputação como um homem sem personalidade e fácil de influenciar porque suas flutuações políticas rapidamente ganharam a adesão e rejeição sucessivas de liberais e conservadores. Para os nacionalistas de direita, era um "liberal perigoso", mas para os democratas e liberais alemães era "ultraconservador não confiável".
Após o assassinato do herdeiro do Império Austro-Húngaro Franz Ferdinand em Sarajevo (junho de 1914), Bethmann empurrou a Áustria para a declaração de guerra à Sérvia garantindo o seu apoio incondicional, algo que irritou o Kaiser, que lhe disse, quando parecia ser um pequeno conflito local que ameaçava se transformar em uma guerra em larga escala: "Você cozinhou este prato, agora você tem que comê-lo".
Relutantemente, a política de apaziguamento para com a Grã-Bretanha falhou quando os generais de Reichsheer executado a invasão da Bélgica, de acordo com o plano do próprio kaiser, também políticos britânicos reagiram muito mal quando o mesmo Bethmann-Hollweg então chamado de tratado de 1839 garantiu a neutralidade daquele país como "um pedaço de papel".

## Grande guerra
Durante a guerra, ele tentou manter-se fora dos Estados Unidos, e de fato repetidamente falhou em impedir a entrada desse país na guerra. Em particular, na sequência do naufrágio do passageiro britânico RMS Lusitania, que viajou muitos americanos, ele conseguiu evitar Presidente Wilson considerou este como um casus belli, como Bethmann-Hollweg conhecia o poderio industrial americano e queria mantê-lo neutro e não como apoio da Tríplice Entente.
No entanto, prevê o chanceler em um "curto e fácil de guerra" foram desmentidas pela realidade muito em breve, e isso forçou o Kaiser Wilhelm aceitar que os chefes de Reichsheer assumir maior poder político do que o seu próprio chanceler. Assim, no início de 1917, o exército alemão, com o marechal Hindenburg, o general Erich Ludendorff e Almirante Tirpitz à cabeça, tinha no controle prática da política interna alemã, e decretou o uso de guerra submarina irrestrita para aquele que Bethmann tentou se opor em vão.
Com isso, o esforço falhou miseravelmente Chanceler: na primavera daquele ano o presidente dos EUA Woodrow Wilson, com o apoio quase unânime do Congresso, lembrou-se da entrada na guerra nos EUA. UU e colocar o poder industrial americano na balança a serviço da Entente. No verão daquele 1917, totalmente desacreditado e não mais qualquer influência efectiva na política interna, Bethmann-Hollweg teve que renunciar depois de uma resolução do Reichstag em que ele pediu para negociar a paz, sendo substituído por Georg Michaelis.

## Últimos anos
Após o fim da Primeira Guerra Mundial, Bethmann-Hollweg tentou conseguir que os poderes aliados o julgassem em vez do deposto Kaiser Guilherme II, mas sem sucesso. Após um curto período de tempo em que tentou apoiar os movimentos monarquistas que buscavam a restauração dos Hohenzollern na Prússia e os Habsburgos na Áustria, retirou-se definitivamente da vida pública, aproveitando para escrever algumas memórias sobre seu desempenho durante a guerra ( Reflexões sobre a guerra mundial).
Morreu de pneumonia aguda em sua fazenda em Hohenfinow em 1 de janeiro de 1921.

## Obras (seleção)
Monografias
- Englands Schuld am Weltkrieg. Rede des deutschen Reichskanzlers am 19. August 1915 und die anschließende Auseinandersetzung mit Sir Edward Grey, zusammengestellt in amtlichen Aktenstücken (= Volksschriften zum Großen Krieg. Bd. 54/55, ZDB-ID 342905-2). Verlag des Evangelischen Bundes, Berlim 1915.
- Italiens Treubruch. Reichstagsrede des deutschen Reichskanzlers wegen der Kriegserklärung Italiens an Österreich-Ungarn. Rieck, Delmenhorst 1915.
- Speech – delivered in the Reichstag on Dec. 2nd, 1914 (= War tracts, No. 6). Deutsch-Amerikanischer Wirtschaftsverband, Berlim 1915.
- Zehn Jahre Ententepolitik. Zur Vorgeschichte des Krieges. Rede des deutschen Reichskanzlers vom 19. August 1915. Stilke, Berlim 1915 (In französischer Sprache: Dix Années de politique d’entente. Ebenda 1915; em inglês: The Triple Entente. Ten Years of its Policy. Preuß, Berlim 1915, online der Universitäts- und Landesbibliothek Düsseldorf).
- Das Friedensangebot Deutschlands. Kaiserliche Order an Heer u. Flotte und Rede des Deutschen Reichskanzlers im Deutschen Reichstage am 12. Dez.1916. Reimar Hobbing, Berlim 1916.
- Wer ist schuld am Kriege? Rede des Deutschen Reichskanzlers im Hauptausschusse des Deutschen Reichstages am 9. Nov. 1916. Hobbing, Berlin 1916 (em francês: Les Origines de la Guerre et l’avenir de l’Europe. Frankfurter, Lausanne 1917).
- Die Kanzlerrede vom 27. Februar 1917. Elsner, Berlim 1917.
- Betrachtungen zum Weltkriege. 2 Volumes, Hobbing, Berlim 1919–1921.
  - Vol. 1: Vor dem Kriege. (online)
  - Vol. 2: Während des Krieges. (online)
- Friedensangebot und U-Boot-Krieg. Wortlaut der Aussage des früheren Reichskanzlers im Untersuchungsausschuß. Hobbing, Berlin 1919. (online)

Coleções
- Die Reichstagsreden des Kanzlers und des Schatzsekretärs zum Weltkrieg: An das deutsche Volk. 7 Reden. Heymann, Berlin 1915.
- Reichstags-Reden. (a) Reichskanzler Dr. v. Bethmann-Hollweg über die politische und militaerische Lage, (b) Staatssekretaer des Reichs-Schatzamts Dr. Helfferich über die finanzielle Lage, (c) Staatssekretaer des Reichsamts des Innern Dr. Delbrück über die wirtschaftliche Lage. August 1915. Kriegs-Zeitung, Laon 1915.
- Seven War-Speeches by the German Chanceller 1914–1916. Orell Füssli, Zürich 1916.
- Sechs Kriegsreden des Reichskanzlers. Hobbing, Berlim 1916.
- Bethmann Hollwegs Kriegsreden. Herausgegeben und eingeleitet von Friedrich Thimme. Deutsche Verlags-Anstalt, Stuttgart u. a. 1919. (online)